# Pseudochaeta perdecora
Pseudochaeta perdecora là một loài ruồi trong họ Tachinidae.